# ピアノ協奏曲第1番 (シャルヴェンカ)
ピアノ協奏曲第1番 変ロ短調 作品32は、フランツ・クサヴァー・シャルヴェンカが1873年から1874年にかけて作曲したピアノ協奏曲。初演は1875年4月14日にユリウス・シュテルンの指揮、作曲者自身の独奏により行われた。曲はフランツ・リストに献呈された。

## 背景
プロイセンに生まれたシャルヴェンカは、3歳の頃には既に音楽の才能を示していたものの、家庭が裕福でなかったため独学でピアノを学んでいたに過ぎなかった。家族と共にベルリンに移った後、テオドール・クラクが開設した音楽院でクラクやリヒャルト・ヴュルストらの薫陶を受け、卒業後の1868年からは音楽院の教員として迎え入れられていた。その前後の時期にはメンデルスゾーンの「ピアノ協奏曲第2番」を弾いて楽壇にデビューし、また初期作品もブライトコプフ・ウント・ヘルテル社から出版するなど、彼のキャリアは順調な滑り出しを見せていた。
ある時、出版社を立ち上げた友人に頼まれ、シャルヴェンカは3曲のピアノ小品を作曲して彼の会社から発表した。ところが、ブライトコプフ社はこれを背信行為とみなし、シャルヴェンカが次に作曲した2部構成の幻想曲の出版は断られてしまう。その後に検討重ねた結果、彼はこの曲を再構成、オーケストレーションを加えて協奏曲に仕立てるという構想に至った。そこで日常業務の傍ら数年を費やし、1873年から約2年間の兵役の間に全曲を完成させた。彼は1875年の初演を終えてなお不満を感じ、さらに曲の構成を手直しして出版した。3楽章制の状態で初めて公に披露したのは、さらにその2年後の1877年4月、ブレーメンにおける演奏会であった。
シャルヴェンカは1875年夏にヴァイマルに向かっている。この地で彼はリストに曲を披露すると、リストは快く曲の献呈を受け入れ、その後も曲を誉めて若き作曲家のキャリアを後押しした。リスト自身もこの協奏曲を演奏した他、1877年にはグスタフ・マーラーが第1楽章のピアノ独奏を行うなど、当時の多くの著名な演奏家が取り上げている。イギリス初演を行ったのはイグナーツ・モシェレス門下のエドワード・ダンロイターであり、1877年10月27日のロンドン、水晶宮での演奏会だった。この演奏会に居合わせたハンス・フォン・ビューローは曲の予想以上の出来の良さに驚き、チャイコフスキーの「ピアノ協奏曲第1番」からのアイデアの借用を疑ったが、シャルヴェンカはこれを否定している。
シャルヴェンカ自身も重要な場面でこの曲を選曲しており、1879年3月1日の水晶宮におけるイギリスデビューや、1891年1月のアントン・ザイドル指揮でのメトロポリタン歌劇場における初のアメリカ公演を、この協奏曲で飾っている。

## 楽器編成
ピアノ独奏、フルート2（1人はピッコロ持ち替え）、オーボエ2、クラリネット2、ファゴット2、ホルン2、トランペット2、トロンボーン3、ティンパニ、弦五部

## 演奏時間
約28分

## 楽曲構成
伝統的な3楽章構成であるが、全てアレグロの急速な楽章になっている。代わりに第1楽章の途中に緩徐部分が含まれる。
第1楽章 アレグロ・パテティーコ 変ロ短調 4/4拍子
上記の通り、ソナタ形式の展開部にあたる部分が緩やかな音楽に置き換えられた構成となっている。冒頭、管弦楽によるフォルテッシモの第1主題の強奏から開始する。まもなくピアノが受け継ぎ、第1主題を完全な形で奏する。続く第2主題は変イ長調である。ピアノの華麗な走句で盛り上がって展開部に入るが、しばらくすると音量、テンポを落としてアダージョ、変ニ長調の部分に入る。曲はしばらく穏やかに進み、低音から次第に第1主題の動機が姿を現して再現部となるが、ここでは第1主題の再現は簡略化されて後半楽節のみとなっている。第2主題が変ニ長調で再現された後、第1主題の前半部が管弦楽のみで再現され、そのままピアノを交えず楽章を閉じる。
第2楽章 アレグロ・アッサイ 変ト長調 3/4拍子
弦楽器によるおどけた趣の導入に続き、ピアノが登場し主題Aを奏でる。次にスケルツァンドと表記された変ロ短調の部分に入り、ピアノが流麗な主題Bを奏する。他にはピアニッシモを指定された主題Cがあるが1度しか登場せず、全体ではABACBABにやや大規模なコーダが付く形となっている。最後はピアニッシモで終結する。
第3楽章 アレグロ・ノン・タント - アレグロ・パテティーコ 変ロ短調 4/4拍子
不穏な動機による冒頭から目まぐるしく曲調が変化するが、変ロ短調の推進力のある主題、続く祝祭的な主題、さらにその後の即興的な主題が、第1楽章の主題の断片群と組み合わされて曲が展開されていく。冒頭の動機を用いて盛り上がりをみせると、ピアノの技巧的なカデンツァとなる。これが終わると祝祭的な主題でクライマックスを築くが、最後は第1楽章第1主題を再現してそのまま変ロ短調で全曲を終える。